# Parastrangalis lesnei
Parastrangalis lesnei là một loài bọ cánh cứng trong họ Cerambycidae.